# Het geboortegraf
Het geboortegraf is een fantasyboek van de Britse schrijfster Tanith Lee, het eerste deel van de Geboortegraf-trilogie.

## Verhaal
De demon Karrakaz-Zonder-Ziel, voortgekomen uit het kwaad van een eeuwenoud ras, heeft dat oude volk volledig vernietigd, op een klein kind na. Zij had nog geen kwaad in zich: ze werd gespaard en in een zeer lange slaap gebracht, gelegen in de diepten van een dode vulkaan. Nu is ze ontwaakt en in die lange sluimertijd is ze uitgegroeid tot een prachtige gevormde vrouw, maar met een monsterachtig gezicht. De demon waarschuwt dat ze vervloekt is, en de vervloeking zal meedragen wanneer ze de vulkaan verlaat. Toch verlaat ze de berg: in de wereld wordt ze door sommigen aanbeden als een godin, door anderen vervloekt. Maar zij is ergens naar op zoek, al weet ze niet precies wat.

## Geboortegraf-trilogie
1. 1975 - Het geboortegraf (The Birthgrave)
2. 1978 - Schaduwvuur (Vazkor, Son of Vazkor)
3. 1978 - De witte heks (Quest for the White Witch)